# Lisa Banes
Lisa Banes (Chagrin Falls, 9 luglio 1955 – New York, 14 giugno 2021) è stata un'attrice statunitense.

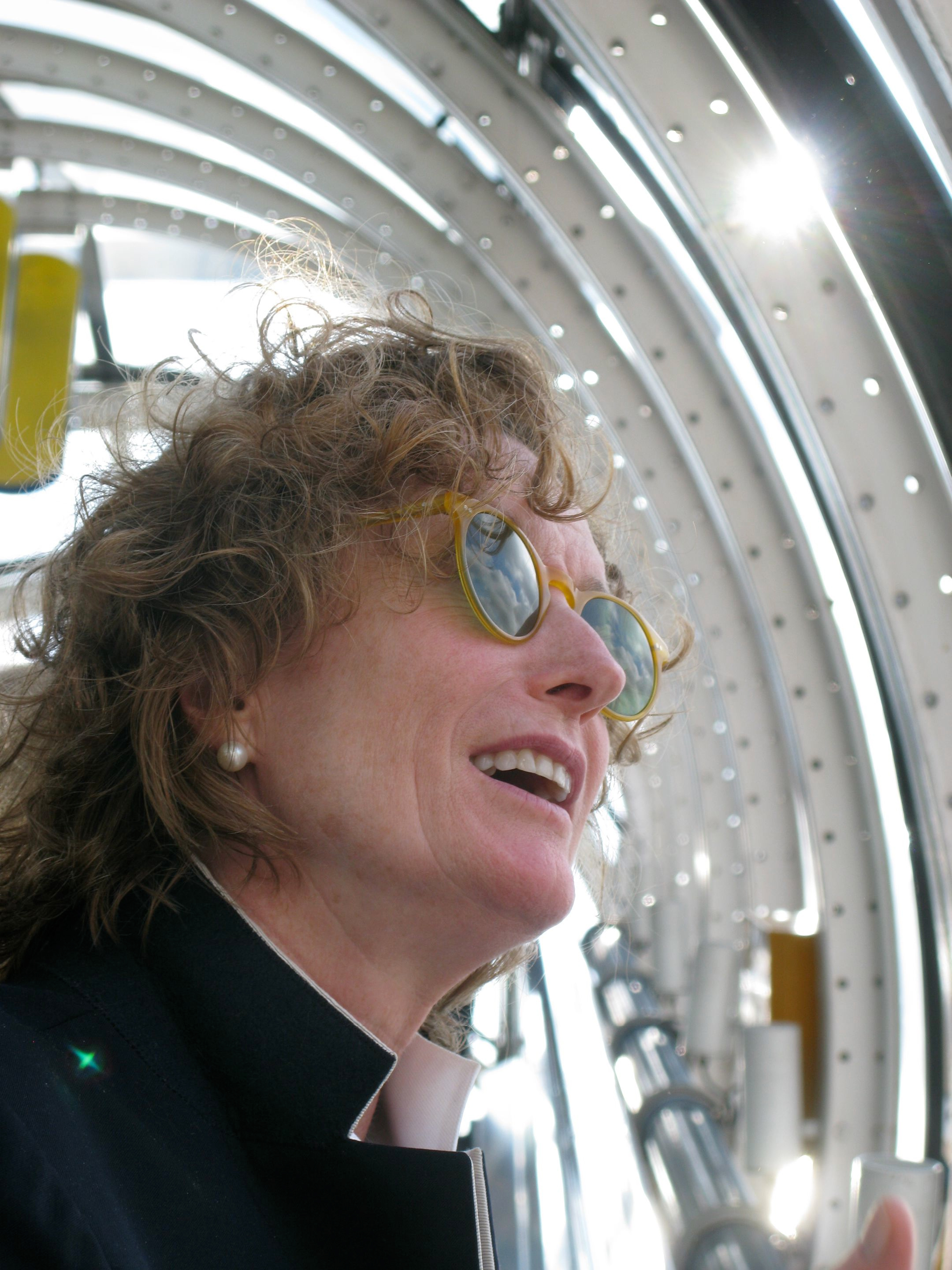
Lisa Banes al Centro Pompidou, Parigi (2009).

È stata nominata per un Drama Desk Award come migliore attrice protagonista in un'opera teatrale nel 1984 per Isn't it Romantic? e ha vinto un Theatre World Award nel 1981 per la sua interpretazione di Alison Porter Off-Broadway in Ricorda con rabbia (Look Back in Anger) . Ha interpretato Lady Croom nella prima americana del 1995 di Arcadia di Tom Stoppard. Al cinema, è apparsa in Cocktail (1988), Freedom Writers (2007), L'amore bugiardo - Gone Girl (2014) e come Hollis in La cura dal benessere (2016).

## Biografia

### Carriera
Diplomatasi in recitazione alla Juilliard School di New York, Banes è apparsa più volte a Broadway, dove ha interpretato Cassie in Rumors di Neil Simon nel 1988, Margaret Lord nel musical High Society nel 1998, ha fatto parte del cast di Accent on youth nel 2009 e ha preso parte nel 2010 nel revival di Il divo Garry.
In televisione, ha avuto ruoli in I casi di Rosie O'Neill e Son of the Beach, The King of Queens, Six Feet Under, Una vita da vivere, Nashville, Star Trek: Deep Space Nine, Kane e Abele, China Beach, La signora in giallo, The Practice - Professione avvocati, NYPD - New York Police Department, Desperate Housewives, Law & Order - Unità vittime speciali, The Good Wife , NCIS - Unità anticrimine, Perception, C'era una volta, Royal Pains e The Orville.
Banes ha anche interpretato la signora Berry in Hotel New Hampshire (1984), Bonnie in Cocktail (1988), Flora in Il segno della libellula - Dragonfly (2002) e la madre di Christina Ricci in Pumpkin (2002). Nel 2014, è apparsa nel film di David Fincher L'amore bugiardo - Gone Girl come Marybeth Elliott, madre di Amy Elliott (Rosamund Pike).

### Morte
La sera del 4 giugno 2021, Lisa Banes è rimasta vittima di un incidente stradale a New York, investita da uno scooter, ed è morta 10 giorni dopo, il 14 giugno.

## Vita privata
Viveva a Los Angeles, dichiaratamente lesbica, era sposata con Kathryn Kranhold.

## Filmografia

### Cinema
- Hotel New Hampshire (The Hotel New Hampshire), regia di Tony Richardson (1984)
- Una donna, una storia vera (Marie), regia di Roger Donaldson (1985)
- Cocktail, regia di Roger Donaldson (1988)
- Young Guns - Giovani pistole (Young Guns), regia di Christopher Cain (1988)
- Promesse e compromessi (Miami Rhapsody), regia di David Frankel (1995)
- Without Limits, regia di Robert Towne (1998)
- Pumpkin, regia di Anthony Abrams e Adam Larson Broder (2002)
- Il segno della libellula - Dragonfly (Dragonfly), regia di Tom Shadyac (2002)
- Combustión (2004)
- Freedom Writers, regia di Richard LaGravenese (2007)
- Brothel, regia di Amy Waddell (2008)
- Ufficialmente bionde (Legally Blondes), regia di Savage Steve Holland (2009)
- L'amore bugiardo - Gone Girl (Gone Girl), regia di David Fincher (2014)
- La cura dal benessere (A Cure for Wellness), regia di Gore Verbinski (2016)
- Six Women - cortometraggio (2017)

### Televisione
- Spenser (Spenser: For Hire) - serie TV, episodio 1x02 (1985)
- Ricorda con rabbia (Look Back in Anger) - film TV (1985)
- One Police Plaza - film TV, regia di Jerry Jameson (1986)
- Un giustiziere a New York (The Equalizer) - serie TV, episodio 2x06 (1986)
- Una detective in gamba (Leg Work) - serie TV, 2 episodi (1987)
- Hemingway - miniserie, 4 episodi (1988)
- Una famiglia come le altre (Life Goes On) - serie TV, episodio 1x07 (1989)
- China Beach - serie TV, 2 episodi (1989)
- American Dreamer - serie TV, un episodio (1990)
- A Killer Among Us - film TV (1990)
- Close Encounter - film TV (1990)
- I casi di Rosie O'Neill (The Trials of Rosie O'Neill) - serie TV, 34 episodi (1990-1992)
- The Presence - film TV (1992)
- Revenge on the Highway - film TV (1993)
- A Family Torn Apart - film TV, regia di Craig R. Baxley (1993)
- Gloria Vane - film TV (1993)
- L.A. Law - Avvocati a Los Angeles (L.A. Law) - serie TV , episodio 8x02 (1993)
- Sisters - serie TV, episodio 4x06 (1993)
- Star Trek: Deep Space Nine - serie TV, episodio 3x04 (1994)
- Cries from the Heart - film TV, regia di Michael Switzer (1994)
- Pappa e ciccia (Roseanne) - serie TV, episodio 7x09 (1994)
- La signora in giallo (Murder, She Wrote) - serie TV, episodio 12x08 (1995)
- High Society - serie TV, un episodio (1995)
- The Avenging Angel - film TV (1995)
- My Son is Innocent - film TV (1996)
- Last Exit to Earth - film TV, regia di Katt Shea (1996)
- Mother, May I Sleep with Danger? - film TV, regia di Jorge Montesi (1996)
- Murder One - serie TV, episodio 1x10 (1996)
- Frasier - serie TV, episodio 4x07 (1996)
- Michael Hayes - serie TV, episodi 1x14 e 1x15 (1998)
- Too Rich: The Secret Life of Doris Duke - miniserie (1999)
- Legacy - serie TV, 4 episodi (1999)
- Son of the Beach - serie TV, 28 episodi (2000-2001)
- Philly - serie TV, episodio 1x15 (2002)
- The Practice - Professione avvocati (The Practice) - serie TV, episodio 6x20 (2002)
- Girls Club - serie TV, 4 episodi (2002)
- Una vita da vivere (One Life to Live) - soap opera, 13 episodi (2004)
- It's All Relative - serie TV, un episodio (2004)
- NYPD - New York Police Department (NYPD Blue) - serie TV, episodio 12x04 (2004)
- The King of Queens - serie TV, 2 episodi (2004)
- Jake in Progress - serie TV, un episodio (2005)
- Six Feet Under - serie TV, 3 episodi (2005)
- Out of Practice - Medici senza speranza (Out of Practice) - serie TV, episodio 1x07 (2005)
- Boston Legal - serie TV, episodio 2x07 (2005)
- In Justice - serie TV, episodio 1x05 (2006)
- The Unit - serie TV, episodio 1x08 (2006)
- Saved - serie TV, episodi 1x04 e 1x05 (2006)
- Desperate Housewives - serie TV, episodio 3x04 (2006)
- Psych - serie TV, episodio 1x09 (2007)
- The Good Wife - serie TV, episodio 2x04 (2010)
- Law & Order - Unità vittime speciali (Law & Order: Special Victims Unit) - serie TV, episodio 12x20 (2011)
- How to Be a Gentleman - serie TV, un episodio (2011)
- Perception - serie TV, episodi 1x07 e 1x08 (2012)
- NCIS - Unità anticrimine (NCIS) - serie TV, episodio 12x19 (2015)
- Rosewood - serie TV, episodio 1x14 (2016)
- Royal Pains - serie TV, 9 episodi (2010-2016)
- C'era una volta - serie TV, episodio 6x03 (2016)
- Masters of Sex - serie TV, episodi 4x05 e 4x08 (2016)
- Madam Secretary - serie TV, episodio 3x07 (2016)
- Nashville - serie TV, 4 episodi (2018)
- Loro (Them) - serie TV, episodio 1x04 (2021)
- The Orville - serie TV, 4 episodi (2022)

## Doppiatrici italiane
Nelle versioni in italiano delle opere in cui ha recitato, Lisa Banes è stata doppiata da:
- Aurora Cancian in Perception, L'amore bugiardo - Gone Girl, NCIS - Unità anticrimine
- Franca D'Amato in Psych
- Roberta Pellini ne La cura dal benessere
- Serena Verdirosi in C'era una volta

Da doppiatrice è stata sostituita da:
- Adele Pellegatta in Killzone: Shadow Fall